# Krzysztof Ślusarek
Krzysztof Andrzej Ślusarek (ur. 23 sierpnia 1961 w Jędrzejowie) – polski historyk, nauczyciel akademicki Uniwersytetu Jagiellońskiego.

## Życiorys
W 1987 ukończył studia na Wydziale Filozoficzno-Historycznym Uniwersytetu Jagiellońskiego. W 1994 obronił pracę doktorską pt. Drobna szlachta w Galicji 1772–1848 (promotor Mariusz Kulczykowski). 5 lipca 2002 Rada Wydziału Historycznego UJ nadała mu stopień doktora habilitowanego na podstawie rozprawy: Uwłaszczenie chłopów w Galicji zachodniej. Jest pracownikiem Zakładu Historii Polski Nowoczesnej Instytutu Historii UJ.
Od 2001 pełni funkcję prezesa Jędrzejowskiego Towarzystwa Kulturalno-Naukowego. W 2005 założył z żoną Grażyną Wydawnictwo Nowa Galicja, w którym od 2007 posiadają wspólnie 71% udziałów.

## Kontrowersje
30 listopada 2005 Ślusarek wystosował do pracowników Instytutu Historii i władz Uniwersytetu Jagiellońskiego list, w którym zaprzeczył, jakoby podpisał zobowiązanie do współpracy ze Służbą Bezpieczeństwa. Przyznał się do kontaktu z funkcjonariuszami SB w 1982 jako uczestnik studenckiej działalności opozycyjnej (m.in. Niezależnego Zrzeszenia Studentów) i ponownie w 1988 w kontekście wyjazdu zagranicznego. Zadeklarował uczciwą postawę i oświadczył, że nie udzielił informacji, które mogły zaszkodzić innym osobom.
Na tle publikacji przez prasę w grudniu 2005 nazwisk 26 tajnych współpracowników SB, którzy działali na terenie Uniwersytetu Jagiellońskiego, wśród nich 12 związanych zawodowo w różnym okresie z uczelnią, nowo wybrany rektor Karol Musioł powołał w kwietniu 2006 Komisję ds. Inwigilacji Uniwersytetu Jagiellońskiego przez Służbę Bezpieczeństwa PRL. Komisja, która pracowała od maja do grudnia 2006 pod przewodnictwem Krzysztofa Królasa i Macieja Salamona w oparciu o kwerendę archiwalną Piotra Franaszka i Tomasza Gąsowskiego, uznała powtórne, zbliżone w treści oświadczenie Ślusarka za niezgodne z przekazem zachowanych materiałów. Zgodnie z ustaleniami komisji Ślusarek był tajnym współpracownikiem zarejestrowanym pod pseudonimem 4436, który utrzymywał systematyczny kontakt z funkcjonariuszami SB od 1982 i pobierał „znaczne” wynagrodzenie finansowe . Według Piotra Franaszka świadczenia te wzrosły pod koniec lat 80. Komisja zawnioskowała o wykluczenie Ślusarka z zawodu nauczyciela akademickiego. Rektor Musioł przyjął wyniki prac wyjaśniających komisji z zadowoleniem, natomiast decyzję o ewentualnej relegacji Ślusarka z uczelni uzależnił od rezultatu bezpośredniej rozmowy z nim.

## Dzieła
- Drobna szlachta w Galicji 1772–1848, Księgarnia Akademicka, Kraków 1994 (wyd. II: Nowa Galicja, Jędrzejów 2011)
- (z Romanem Marcinkiem) Materiały do genealogii szlachty galicyjskiej, cz. I: A–K, Historia Iagellonica, Kraków 1996
- Uwłaszczenie chłopów w Galicji zachodniej, Historia Iagellonica, Kraków 2002
- (z Marcinem Piszczkiem i Maciejem Zdankiem) Dzieje Nagłowic, Nowa Galicja, Jędrzejów 2006
- Bank Spółdzielczy w Jędrzejowie 1909–2009. Przyczynek do dziejów miasta i regionu, Nowa Galicja, Jędrzejów 2009
- Bilina Wielka, Historia Iagellonica, Kraków 2010
- Ziemia Jędrzejowska. Przewodnik turystyczny, Nowa Galicja, Jędrzejów 2012
- W przededniu autonomii. Własność ziemska i ziemiaństwo zachodniej Galicji w połowie XIX wieku], DiG, Warszawa 2013
- Jędrzejów w latach 1795–1918. Portret miasta i jego mieszkańców, Nowa Galicja, Jędrzejów 2014
- (z Łukaszem Jewułą i Tomaszem Kargolem) Dwór, wieś i plebania w przestrzeni społecznej zachodniej Małopolski w latach 1772–1815, Historia Iagellonica, Kraków 2015
- Mieszkańcy Jędrzejowa Anno Domini 1886, Historia Iagellonica, Kraków 2019
- Małogoszcz w dobie zaborów 1795–1918, Historia Iagellonica, Kraków 2022
- (z Tomaszem Kargolem) Wokowice w latach 1772–2020. Studium z dziejów wsi małopolskiej, Historia Iagellonica, Kraków 2022
- Dzieje Wodzisławia, t. 2: W dobie zaborów (1795–1918), Historia Iagellonica, Kraków 2024